# Karen Allen
Karen Jane Allen (Carrollton, Illinois, 5 oktober 1951) is een Amerikaans actrice, bekend van haar rollen in de films National Lampoon's Animal House (1978), Raiders of the Lost Ark (1981), Starman (1984), en The Sandlot (1993).

## Biografie

### Vroege jaren
Allen werd geboren in Carrollton, in het westen van Illinois, als de dochter van Patricia Allen-Howell, een lerares, en Carroll Thompson Allen, een agent bij de FBI. De eerste tien jaar van haar leven trok ze met haar ouders en twee zussen door het land. Nadat ze op 17-jarige leeftijd geslaagd was aan de DuVal Senior High School in Lanham, Maryland, vertrok ze naar New York om tekenen en ontwerpen te studeren aan het Fashion Institute of Technology. Later studeerde ze aan de Universiteit van Maryland, College Park en reisde ze door Midden- en Zuid-Amerika. In 1974 sloot ze zich aan bij een theatergroep en drie jaar later ging ze terug naar New York, waar ze studeerde aan het Lee Strasberg Theater Institute.

### Carrière
In 1978 maakte Allen haar filmdebuut in National Lampoon's Animal House. Vervolgens speelde ze in The Wanderers (1979) en A Small Circle of Friends (1980), waarin ze een van drie radicale collegestudenten uit de jaren zestig speelde. Haar volgende en bekendste grote rol had ze in Raiders of the Lost Ark (1981), waarin ze Marion Ravenwood speelde, de tegenspeelster van Harrison Fords personage Indiana Jones. Voor haar rol in die film won ze een Saturn Award voor "Beste actrice in een film". Allen zelf beschouwde Ravenwood als een buitenkans voor een actrice: een vrijgevochten en flamboyant personage dat omstanders onder de tafel drinkt en Indiana Jones met een fikse kaakslag begroet in haar eerste scène. Steven Spielberg, die in Karen Allen een moderne versie zag van de vooroorlogse filmster Irene Dunne, gaf haar de ruimte om aan haar rol dynamische elementen toe te voegen. Daarmee werd Marion Ravenwood een personage dat zich voorgoed in het geheugen van menige filmliefhebber grifte. Velen verwachtten dat ze terug zou keren in de volgende Indiana Jonesfilms, maar dat bleek niet het geval. Volgens Allen zelf had ze van meet af aan van Spielberg en producent George Lucas begrepen dat ze alleen in deel 1 te zien zou zijn. Een andere verhaal wil dat Allen besloot om zich voortaan op serieuze dramatische rollen te richten. Opmerkelijk was dat haar rol van Jenny Hayden in Starman (1984), als een vrouw die de dood van haar man niet kan verwerken tot haar ontvoering door een buitenaards wezen (Jeff Bridges) haar hiervan verlost, zowel dramatische als actiecomponenten bevatte. In de loop van haar carrière bleef ze van tijd tot tijd actierollen spelen. Zelf beschouwde ze haar spel in The Glass Menagerie (1987) onder regie van Paul Newman als haar beste werk tot aan dat moment; Newmans echtgenote Joanne Woodward en John Malkovich waren zowel in de toneelversie als in de filmversie haar tegenspelers. In 1988 was ze als Claire Phillips te zien, de geliefde van Bill Murrays personage in de kerstkomedie Scrooged. In 1983 werd Karen Allen door de lezers van het tijdschrift Harpers Bazaar Magazine tevens uitgeroepen tot een van de mooiste vrouwen van haar tijd.
In de jaren negentig volgden nog een aantal interessante rollen. Zo vertolkte Allen in 1990 de rol van astronaute Christa McAuliffe in de televisiefilm Challenger, gebaseerd op de ramp met de Spaceshuttle Challenger in 1986. Als Israëlische Mossadagente tegenover onder meer Jeroen Krabbé en John Rhys-Davies speelde ze in datzelfde jaar opnieuw in een film die op historische feiten was gebaseerd, Secret Weapon. Naast Jeroen Krabbé was ze ook te zien in King of the Hill (1993) van Steven Soderbergh, een ensemblefilm die volgens sommigen blijft steken in zijn ambities en door anderen als een meesterwerk wordt beschouwd. In datzelfde jaar was Allen te zien in The Sandlot, een succesvolle publieksfilm.
Midden jaren negentig leek haar loopbaan ten einde. In 1998 zette Allen een indringende en tragische hoofdrol neer in Falling Sky van Brian de Palma, maar grote respons bleef uit. The Perfect Storm (2000) van Wolfgang Petersen trok volle zalen, maar leidde niet tot interessante nieuwe rollen. Volgens Allen waren die er ook nauwelijks voor actrices van haar generatie. In Hollywood waren de meningen over Karen Allen al een tijd verdeeld; hoewel haar kwaliteiten en charisma werden geroemd, groeide de indruk dat ze haar carrière verkwanselde door zowel voor film, televisie als (vooral) toneel te kiezen. Anderen vonden dat ze de verkeerde rollen koos en dichtten haar de "slechtste agent uit de filmbranche" toe. Zelf heeft Allen steeds gezegd dat ze zich bewust niet beperken wilde tot één acteergenre en zich evenmin wilde laten dicteren door de filmindustrie omdat ze te veel interesses had. In de jaren negentig kwam daar de opvoeding van haar zoon bij. In het volgende decennium stopte ze met filmen en verliet ze New York.
Toen Steven Spielberg haar echter vroeg om terug te keren in Indiana Jones, iets waar veel filmliefhebbers jaren op hadden gehoopt, greep ze die kans met beide handen aan. Sinds ze in 2008 opnieuw de rol van Marion Ravenwood vertolkte in de sequel Indiana Jones and the Kingdom of the Crystal Skull, staat Karen Allen weer volop in de belangstelling; dat ze op interessante nieuwe rollen zegt te hopen, laat zien dat ze haar carrière opnieuw heeft opgepakt.

### Privéleven
In 1988 trouwde ze met acteur Kale Browne (die de rol van Christa McAuliffes man, Steven, vertolkte in Challenger) waarmee ze in 1990 een zoon, Nicholas, kreeg. Het paar scheidde in 1998.
Na de geboorte van haar zoon nam Allen alleen kleinere televisie- en filmrollen aan, om zich bezig te kunnen houden met de opvoeding van Nicholas. Haar passie voor breien leidde ertoe dat ze in 2003 een eigen textielbedrijf opzette, Karen Allen Fiber Arts in Great Barrington, Massachusetts. Ook geeft ze acteerlessen aan het Bard College at Simon's Rock, dat eveneens in Great Barrington is gevestigd.

## Filmografie
- 1978 – National Lampoon's Animal House – Katy
- 1979 – The Wanderers – Nina
- 1980 – Cruising – Nancy
- 1980 – A Small Circle of Friends – Jessica Bloom
- 1981 – Raiders of the Lost Ark – Marion Ravenwood
- 1982 – Shoot the Moon – Sandy
- 1984 – Starman – Jenny Hayden
- 1986 – Terminus  – Gus
- 1987 – The Glass Menagerie – Laura Wingfield
- 1988 – Scrooged – Claire Phillips
- 1990 – Challenger – Christa McAuliffe
- 1990 – Secret Weapon – Ruth
- 1992 – Malcolm X – Mevrouw Dunne
- 1993 – The Sandlot – moeder
- 1993 – Voyage – Catherine 'Kit' Norvell
- 1993 – King of the Hill – Mrs. Mathey, Aarons leraar
- 1998 – Falling Sky – Resse Nicholson
- 1999 – The Basket – Bessie Emery
- 2000 – The Perfect Storm – Melissa Brown
- 2001 – In the Bedroom – Marla Keyes
- 2004 – Poster Boy – Eunice Kray
- 2001 – My Horrible Year! – Belinda Faulkner
- 2008 – Indiana Jones and the Kingdom of the Crystal Skull – Marion Ravenwood
- 2010 – White Irish Drinkers – Margaret
- 2023 – Indiana Jones and the Dial of Destiny – Marion Ravenwood